# Francisco Rúa
Francisco Rúa (Buenos Aires, 4 febbraio 1911 – Buenos Aires, 5 agosto 1993) è stato un calciatore argentino, di ruolo attaccante.

## Caratteristiche tecniche
Giocava come ala destra.

## Carriera

### Club
Ha giocato nella prima divisione argentina.

### Nazionale
Nel 1934 ha giocato una partita in nazionale.

## Palmarès

### Club

#### Competizioni nazionali
- Copa Adrián C. Escobar: 1

Estudiantes: 1944